# 제2차 세계 대전 기간 독일의 군사 역사
제1차 세계 대전에서 패한 독일은 많은 영토를 빼앗겼고 노예 조약이라 불리는 베르사유 조약에 서명하게 된다. 그 후 전쟁 배상금을 값기 위해 무리한 통화팽창 정책을 시도하다 엄청난 경제 파국에 다다르게 된다.
독일이 절망에 빠져 있을 때쯤 아돌프 히틀러가 등장하여 독일 국민들의 마음을 사로잡고 나치당을 창당하여 독일 정계에서 활동한다. 힌덴부르크 대통령이 죽은 이후 아돌프 히틀러는 나치 독일의 총통이 되어 빠른 속도로 국가를 회복시켰으며 베르사유 조약을 파기하고 재군비를 선언한다. 이후 라인란트에 군대를 주둔시키고 유럽의 긴장감을 고조시킨다. 이후 오스트리아를 합병하였으며 뮌헨회담에서 체코슬로바키아의 일부 영토를 합병한다음 체코를 완전히 합병하게 된다.
독일은 1939년 9월 1일에 폴란드를 침공하여 일주일 만에 합병하였다. 독일의 전격전은 작은 소국가들이 모여있는 유럽에서 엄청난 능력을 보여주었지만 거대한 소련 앞에서 전격전이란 무의미하였다. 덴마크, 노르웨이, 벨기에, 네덜란드, 룩셈부르크, 프랑스, 유고슬라비아, 그리스를 차례로 무너뜨린 독일은 바르바로사 작전을 시행하였고, 독일의 전 병력중 80%를 소련을 침공하는데 이용한다. 이후 키예프와 스탈린그라드를 점령하여 나치의 깃발을 세우고 레닌그라드 코앞까지 진격하지만 소련의 극심한 추위와 얼었다 녹았다를 반복하는 땅과 자원 부족 등의 여러 악재가 겹치면서 점점 독일군은 사기를 잃고 소련의 붉은 군대에 스탈린그라드를 빼앗기고 점점 전선이 독일의 본래 영토까지 밀리게 된다.
한편 서쪽에서는 서방 연합군들의 상륙 작전(노르망디 상륙 작전)으로 프랑스를 빼앗기고 점점 서쪽의 전선도 독일의 본래 영토까지 밀리게된다. 제일 먼저 베를린의 외곽에 도착한 소련군은 베를린 시내로 진입하여 독일의 남은 병사들을 처리하고 독일제국 의사당의 꼭대기에 올라가 소련의 붉은 기를 내걸고 독일은 무조건 항복하게 된다.